# Косинский ручей (приток Пономарки)
Косинский ручей — река в Москве, левый приток Чурилихи (Пономарки), частично протекает в открытом русле.

## Происхождение названия
Название дано по Косинским озёрам Ю. А. Насимовичем.

## Описание
Ручей начинался двумя ложбинами весеннего стока: в 1,2 км к северо-северо-востоку и в 0,9 км к северо-востоку от Чёрного озера. При застройке района верховья уничтожены, ручей был пущен по канаве и получил постоянное течение. Протекает далее через болото севернее Чёрного озера, затем через Чёрное и Белое озёра. Основной водоток в XX веке пущен в обход Белого озера, хотя и исходный водоток тоже сохранился. Далее ручей в коллекторе, впадает в Чурилиху (Пономарку) около Северного Выхинского пруда.
Длина ручья с учётом акватории озёр около 3,5 км. Однако длина собственно течения ручья лишь 1,2 км выше озёр и 0,7 км ниже их. Ручей маловоден, растительность вблизи него нарушена: долины представляют собой перекопанные пустыри, перелески и заросли кустарников с нарушенным травяным покровом. Ручей важен как источник подпитки заповедных озёр. В некоторых источниках ручей ошибочно отождествляется с истоком Пономарки.